# 旅順駅 (大連地下鉄)
旅順駅（りょじゅんえき）は中華人民共和国遼寧省大連市旅順口区に位置する大連地下鉄12号線の駅。旅順中心部は南約4kmにあり、中国国鉄の旅順駅の方が中心部に近い。

## 駅構造
- 島式ホーム1面2線の高架駅。

## 駅周辺
- 旅順中心部 - 駅から約4km南

## 歴史
- 2014年5月1日 - 開業。

## 隣の駅
大連公交客運集団有限公司
■大連地下鉄12号線（202路延伸線）
塔河湾駅 - 旅順駅 - 鉄山駅